# Дрейк, София
София Дрейк (швед. Sofia Drake, полное имя Sofia Drake af Torp och Hamra; 1662—1741) — шведская дворянка и землевладелица, самостоятельно занимавшаяся домом и детьми во время службы мужа в армии.

## Биография
Родилась  в 1662 году в семье полковника Йохана Кристерссона Дрейка (Johan Christersson Drake) и его жены Маргареты Клингспор (Margareta Klingspor). 
22 октября 1689 года София вышла замуж также за военного, подполковника Джона Столхаммара (1659—1708), оставив себе девичью фамилию. С 1690 по 1701 год в семье появилось семеро детей. С 1696 года семья жила в местечке Salshult.
7 июня 1700 года ее муж покинул Швецию, чтобы участвовать в Великой северной войне. Они виделись только один раз, в 1702 году, когда Столхаммар приезжал в Швецию для пополнения запасов армии. Супруги поддерживали контакт через переписку, в которой раскрылись их подлинные чувства. Во время отсутствия мужа София Дрейк самостоятельно вела большое хозяйство и воспитывала детей. Столхаммар продолжал служить вдали от дома в армии Карла XII.
После смерти мужа в 1708 году она продолжала заниматься семейными делами. В 1726 году София заступилась за племянницу мужа — Ульрику Столхаммар, поступила на службу в армию, выдав себя за мужчину, и вышла замуж за женщину — служанку Марию Лёнман (Maria Löhnman), что в то время считалось серьезным преступлением. В 1729 году Ульрика предстала перед судом, но благодаря помощи Софии Дрейк избежала более сурового наказания, чем месячное тюремное заключение. Марию Лёман София Дрейк оставила в качестве домработницы.
В 1738 году управление делами в Salshult перешло к детям Софии, возможно, из-за ее ухудшающегося здоровья.
Умерла 16 сентября 1741 года в том же местечке Salshult.
София Дрейк стала героиней знаменитого стихотворения Карла Сноильского «Frun på Salshult».